# Rodolfo Bazán
Pour les articles homonymes, voir Bazán et Campos.
Rodolfo Bazán Campos, né le 14 décembre 1938 à Lima au Pérou, est un footballeur international péruvien qui jouait au poste de gardien de but.

## Biographie

### Carrière en club
Triple champion du Pérou avec l'Alianza Lima en 1962, 1963 et 1965, Rodolfo Bazán obtient un quatrième sacre sous les couleurs du Sporting Cristal en 1970.
Il dispute cinq éditions de la Copa Libertadores (24 matchs au total) au cours de sa carrière avec trois clubs différents (Alianza Lima, Defensor Arica et Sporting Cristal).

### Carrière internationale
International péruvien, Rodolfo Bazán compte 10 matchs en équipe nationale entre 1962 et 1965 (17 buts encaissés). Il participe notamment au championnat sud-américain de 1963 en Bolivie où le Pérou atteint la 5e place.

## Palmarès
| Alianza Lima - Championnat du Pérou (3) : - Champion : 1962, 1963 et 1965. |  | Atlético Grau - Torneo Apertura (1) : - Vainqueur : 1969. |  | Sporting Cristal - Championnat du Pérou (1) : - Champion : 1970. |